# Jan Russanowski

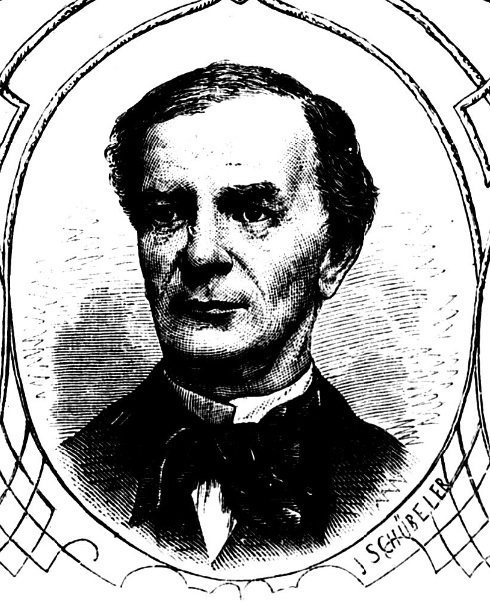
Jan Russanowski (1817-1885)

Jan Russanowski (ur. 1817 w Mińsku, zm. 12 sierpnia 1885 w Lublinie) – polski aktor i przedsiębiorca teatralny, twórca pierwszego warszawskiego teatru ogródkowego.

## Kariera aktorska
Od 1839 r. występował w Mińsku jako aktor. Następnie występował w zespołach wędrownych w Brześciu Litewskim, Wysokiem Litewskiem, Grodnie i Kobryniu. W 1864 r. występował w zespole Fryderyka Sellina w Łodzi, a w 1866 - w zespole Henryka Modzelewskiego w Łowiczu. W latach 1875–1878 występował na prowincji w zespole Feliksa Leona Stobińskiego, a następnie: Władysława Gostyńskiego (1878), Zygmunta Bergmana (1879), Władysława Męczyńskiego (1879), Feliksa Ratajewicza (1884) i Jana Żołopińskiego (1885). Wystąpił m.in. w rolach: Dyndalskiego (Zemsta), Błażeja (Gwałtu, co się dzieje), Jakuba Didiera (Tajemnice Paryża), Żelskiego (Dom otwarty) i Heliodora (Marcowy kawaler).

## Zarządzanie zespołami teatralnymi
W 1868 r. założył pierwszy warszawski teatr ogródkowy: "Tivoli". Zespół ten dawał przedstawienia w Warszawie od 30 maja do 11 października tego roku. W kolejnych sezonach letnich kierował również innymi warszawskimi teatrami ogródkowymi: "Na Czystem" (1869, 1870), "Grenada" (1871), "Nowa Praga" (1874) i "Pod Sękiem" (1875). W okresach zimowych prowadził zespoły na prowincji m.in.: w Pułtusku, Łowiczu, Kutnie, Tomaszowie Mazowieckim, Radomsku, Sochaczewie, Mławie, Nasielsku, Płońsku i Błoniu. Okresowo zawierał współpracę z innymi dyrektorami teatrów prowincjonalnych, np. ze Stanisławem Brekerem (1872). 